# Склады Агриппы
Склады Агриппы (лат. horrea Agrippiana, horrea Germaniciana et Agrippiana) — руины продовольственных складов на римском форуме.
Склады, построенные Агриппой между 33 годом до н. э. и 4-5 годом, располагались у северного склона Палатина. Постройки были открыты в 1903 году, на сегодняшний день раскопано 2/3 всей площади складов.
Здание прямоугольной формы длиной 55 м и высотой 21 м, со всех четырёх сторон находились лавки, которые имели выход к центральному двору, складские помещения образовывали 3 этажа.